# Alessandro Palombi
Alessandro Palombi (Tivoli, 7 luglio 1976) è un politico italiano, deputato per Fratelli d'Italia e dal 2015 sindaco di Palombara Sabina.

## Biografia

### Studi e professione
Alessandro Palombi nasce a Tivoli, in provincia di Roma. Dopo aver conseguito la maturità scientifica si iscrive all'Università degli Studi di Roma "La Sapienza", dove consegue una laurea in giurisprudenza. Viene iscritto in seguito all'albo degli avvocati presso il Consiglio dell'Ordine degli avvocati della sua città, dove esercita la professione forense.

### Carriera politica
Già a partire dalla sua fondazione, si iscrive ad Alleanza Nazionale, ricoprendo la carica di dirigente provinciale dell'organizzazione giovanile Azione Giovani a Palombara Sabina. Dello stesso movimento verrà poi nominato nel 2004 coordinatore regionale per il Lazio.
Nel 2005 viene eletto al consiglio comunale di Palombara Sabina e nominato assessore ai servizi sociali e alla cultura. Rieletto nel 2010, viene nominato assessore al bilancio prima e all'urbanistica poi.
Agli inizi del 2013, insieme ad un gruppo di consiglieri comunali del PdL, costituisce il primo gruppo consiliare del nuovo partito di Giorgia Meloni Fratelli d'Italia, di cui diventa dirigente nazionale nel 2014.
Nel 2015 viene eletto sindaco di Palombara Sabina con la lista civica Primavera Sabina, carica che verrà riconfermata nel 2020.
Nel 2022 si candida alla Camera dei deputati in vista delle elezioni politiche nel collegio uninominale di Guidonia Montecelio, dove viene eletto con il 50,71% dei voti, ottenendo più del doppio del risultato del suo sfidante di centro-sinistra Marco Vincenzi.